# 长卷管螺
長捲管螺是一個海洋腹足纲软体动物的海螺物种，屬於新腹足目芋螺總科捲管螺科捲管螺屬:295。
本物種過往曾有一個亞種Turris crispa intricata Powell, 1964，目前這個亞種已被視為一個獨立的物種Turris intricata Powell, 1964。

## 形態描述
成螺的螺殼體長介乎60 mm到170 mm之間，是所有捲管螺當中體長最長的一種。

## 分佈
這個海洋物種分佈於印度洋-太平洋海域的马达加斯加、澳大利亚、日本、菲律宾、斐濟，以及马来西亚、中国大陆、台湾，常栖息在浅海沙底。